# Stazione di Genova Voltri
La stazione di Genova Voltri è una stazione ferroviaria di Genova, posta sulla linea Genova-Ventimiglia.

## Storia
In origine la stazione di Voltri (che fu comune autonomo fino al 1926) era l'impianto terminale del primo collegamento ferroviario fra il capoluogo ed il ponente ligure, proveniente da Sampierdarena e risalente al 1858. L'originario fabbricato viaggiatori, dotato di pensiline e sale d'attesa, era affiancato da vari raccordi e da uno scalo merci provvisto di piattaforme di scarico, un magazzino e alcune gru. Dallo scalo si diramava un binario verso le "ferriere" dello storico cantiere navale "Fratelli Costacuta", divenuto poi ANSALDO, che ai quei tempi aveva sede a Voltri.

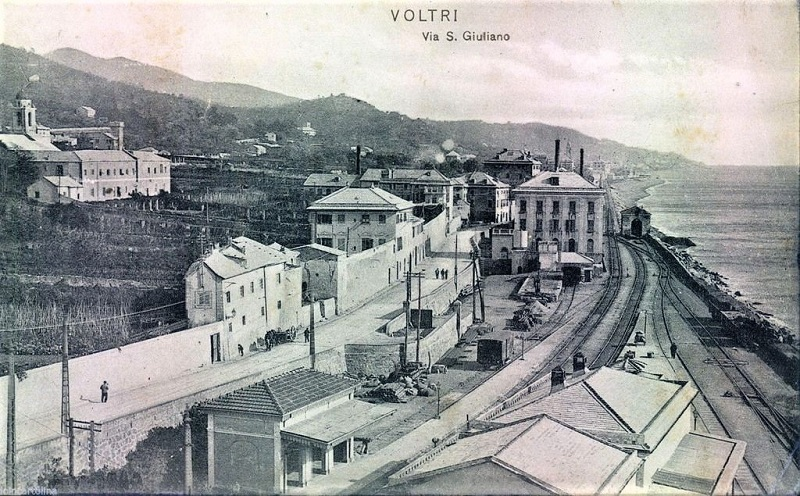
La stazione di Voltri negli anni '30. Si nota la biforcazione della linea proveniente da Pegli: sulla sinistra i due binari della linea per Ventimiglia e sulla destra quelli verso la stazione a mare, con accanto lo scalo merci.

Negli anni seguenti, con il prolungamento della strada ferrata in entrambe le direzioni, la stazione divenne parte integrante della linea costiera Genova - Ventimiglia, costruita a partire dal 1868. Da questa data la stazione di Voltri venne suddivisa in due zone: la parte a monte, provvista di due binari ognuno dotato di un fabbricati viaggiatori, veniva esercita come fermata passante della linea principale; la preesistente stazione a mare continuò ad essere utilizzata sia come scalo merci che come stazione terminale per alcuni treni del servizio locale.
Nel 1926, in conseguenza dell'aggregazione a Genova dei comuni limitrofi, la stazione assunse la nuova denominazione di "Genova Voltri".
Inizialmente a binario unico, la linea venne raddoppiata in fasi successive nel corso del XX secolo. Il raddoppio Pegli-Voltri venne terminato nel 1935. Con lo spostamento dei cantieri navali nell'attuale sede di Sestri Ponente, il raccordo merci venne dismesso e smantellato negli anni sessanta.  
Nel 1968 venne inaugurato il raddoppio Voltri- Varazze. Nel 1970 l'intera stazione subì una radicale modifica con la costruzione, nella banchina centrale, di un nuovo edificio, più grande e moderno, che collegava i due esistenti. Stretto tra mare e monti, il corpo stazione fu comunque oggetto, negli anni, di ulteriori modifiche e adattamenti, fino ad assumere la conformazione attuale. 
Tra gli anni ottanta e novanta, con la costruzione del Terminal di Prà Mare, venne attivato verso levante un binario di raccordo con il nuovo scalo merci e le banchine portuali, mentre il vecchio scalo di fronte alla stazione a mare venne dismesso e parzialmente smantellato. La parte rimanente venne utilizzata sia per la sosta di locomotive di manovra e carri di manutenzione, sia per attestarvi il capolinea dei treni ferroviari urbani.
Nell'ambito del potenziamento del nodo ferroviario di Genova e del quadruplicamento Sampierdarena-Voltri, la stazione ha subito diversi interventi di riqualificazione dal 2009 fino ad oggi. L'edificio della stazione è stato ristrutturato in fasi successive: è stata ricostruita la banchina dei due binari tronchi adeguandola ai nuovi standard di sicurezza, migliorata l'accessibilità alla stazione dai vari punti dell'adiacente Via Verità, riqualificate le sale d'attesa con la dotazione di nuove biglietterie automatiche. Inoltre è stato sostituito il sovrappasso e installati tabelloni di informazione a LCD su tutti i binari.

## Strutture e impianti

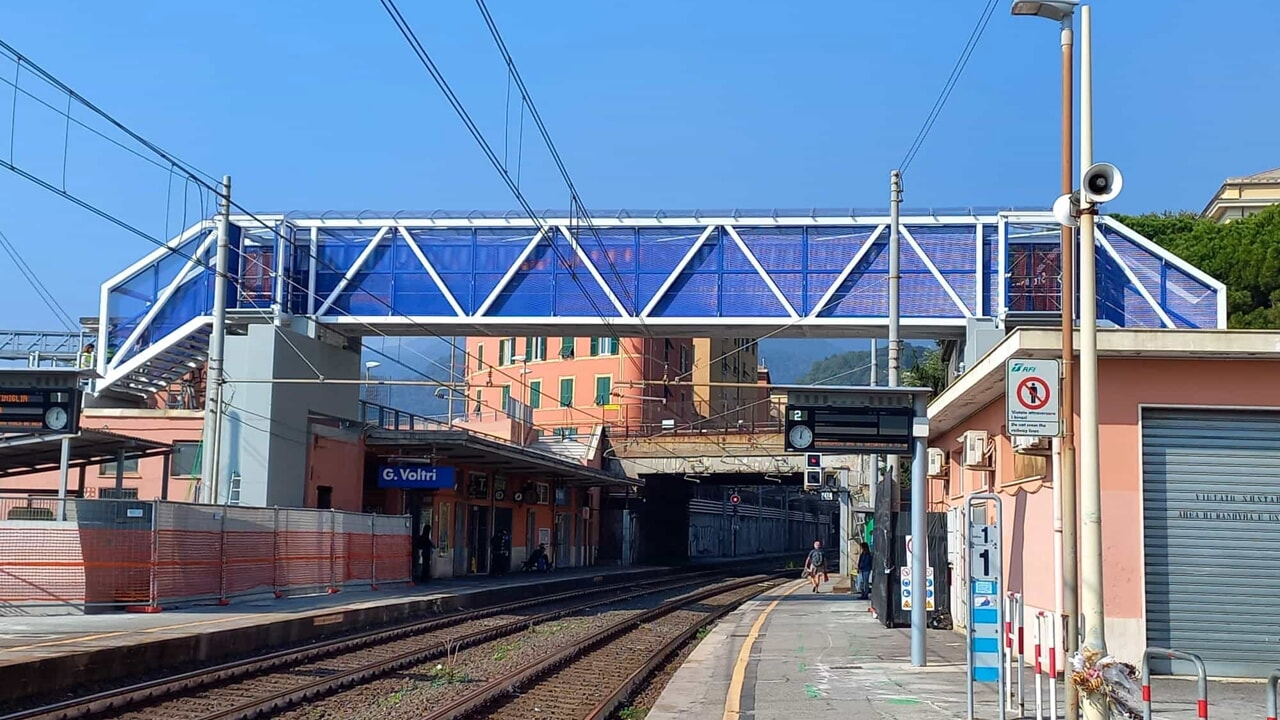
La stazione di Voltri con la nuova passerella nell'ottobre 2022

Situata all'estrema periferia occidentale del capoluogo ligure, è molto importante nel quadro del trasporto pubblico cittadino. È infatti utilizzata sia come stazione passante che come capolinea dei treni metropolitani del servizio ferroviario urbano lungo la linea costiera (l'altro capolinea di tale servizio è la stazione di Genova Nervi); non è tuttavia la stazione genovese situata più a Ponente, che è invece quella di Genova Vesima, la quale tuttavia è servita solo da alcuni treni regionali nei soli mesi estivi e non fa parte dell'offerta del servizio ferroviario urbano.
Dispone di due binari passanti, con relativi marciapiedi, posti sulla linea principale e, verso mare, di due binari tronchi utilizzati per il ricevimento e la partenza dei treni metropolitani. In posizione decentrata verso levante vi è un binario di precedenza, sprovvisto di marciapiede, di 460 metri di lunghezza.

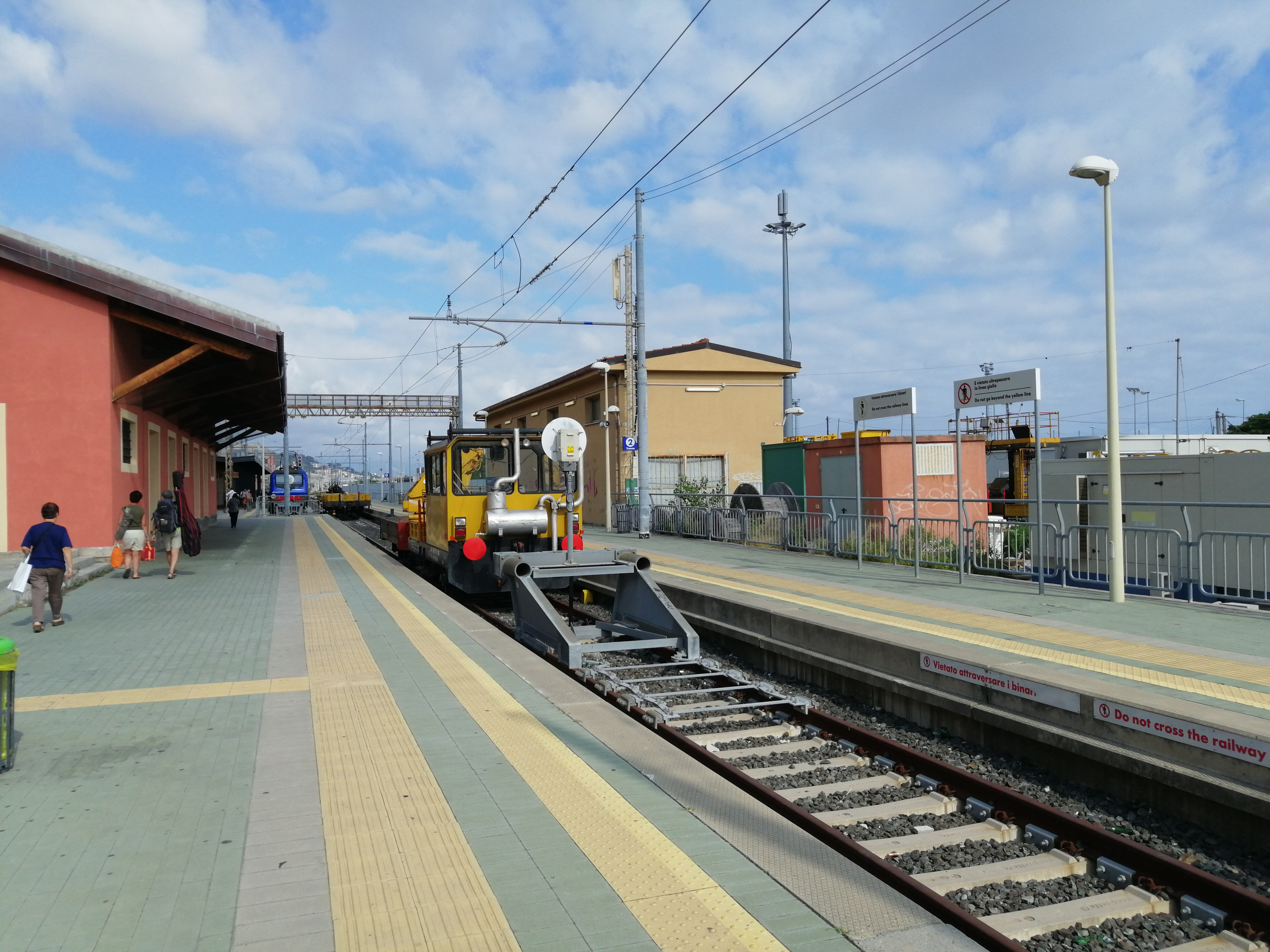
I binari tronchi di Genova Voltri, utilizzati come stazione di testa dei treni metropolitani. In primo piano il binario 2 tronco. (2019)

I due binari tronchi, utilizzati come capolinea, sono ciò che resta dell'originaria stazione di testa della prima tratta Sampierdarena-Voltri, di cui rimane l'originario fabbricato viaggiatori, al quale è affiancato l'edificio, più squadrato, costruito in occasione dell'apertura della nuova tratta a doppio binario e che ospita il Dirigente Movimento, la biglietteria automatica, la sala d'attesa e il bar-buffet. Dall'edificio principale si accede direttamente alla banchina coperta del binario 1.
Sul binario 2, quello più verso monte, sorge un piccolo fabbricato viaggiatori accessibile dalla via Aurelia, dotato di sala d'attesa e biglietteria automatica.
La passerella originale che collegava i binari 1 e 2 è stata chiusa nell'agosto 2019 per problemi strutturali e demolita nel 2020. Da ottobre 2022 il collegamento fra i due binari è stato ripristinato con l'installazione di una nuova passerella coperta e dotata di ascensori.
Il binario 1 tronco, utilizzato dai treni metropolitani, si affaccia sulla banchina della stazione originaria.
Il binario 2 tronco, quello più verso mare, è costituito da una semplice banchina scoperta e si estende per altri 150 m; attualmente è utilizzato da rotabili di servizio.
Entrambe le banchine dei binari tronchi sono state rialzate per consentire l'incarrozzamento a raso.
Rispetto al centro dell'abitato di Voltri, la stazione è in posizione leggermente decentrata verso levante.

### Accessibilità
La stazione è dotata complessivamente di quattro binari a servizio dei viaggiatori con relative banchine.
La stazione è dotata dei seguenti servizi per l'accessibilità:
- Presenza di sistemi di informazione al pubblico sonori;
- Presenza di sistemi di informazione al pubblico visivi;
- Percorso senza barriere (in piano e/o con rampa) fino al binario: 1, 1 tronco e 2 tronco;
- Marciapiede rialzato per salire/scendere dai treni in arrivo/partenza al binario: 1 tronco e 2 tronco.

## Progetti futuri
Secondo il progetto presentato nel 2008 da RFI per il riassetto del nodo ferroviario genovese, la stazione passante avrebbe dovuto essere arretrata di 400 m verso est (zona ex Verrina), dove sarebbe stato realizzato un nuovo fabbricato viaggiatori, ma tale ipotesi non ebbe seguito per diversi motivi, tra cui il fallimento delle ditte che si occupavano del quadruplicamento fra Sampierdarena e Voltri.
Tali lavori sono ripartiti nel 2020 sotto la direzione del Consorzio COCIV (lo stesso incaricato dei lavori del Terzo Valico). I lavori prevedono di riorganizzare e potenziare lo scalo merci e di spostare il tracciato ferroviario costiero verso mare.
Nel marzo del 2023 viene presentato il progetto della Nuova stazione di Voltri  che prevede più binari di scorrimento ed un moderno fabbricato con struttura "a ponte", ottenuto in parte sfruttando gli spazi del precedente, in parte allungando il corpo stazione sia verso l'area Ex Verrina sia verso il mare.

## Scalo ferroviario portuale
Dalla stazione è presente un collegamento con lo scalo merci del porto container PSA Genova Pra' (già VTE), denominato Genova Pra' Mare.
È direttamente collegato verso ponente alla stazione di Voltri, e quindi alla linea per Savona, e verso levante sia alla linea principale per Genova Sampiedarena che alla linea di valico Genova - Ovada - Alessandria tramite una bretella interamente in galleria che sbuca in prossimità della stazione di Genova Borzoli.
Il parco merci di Genova Prà Mare dispone di quattro binari. Nell'ambito dei lavori per il potenziamento del nodo ferroviario e del Terzo Valico, i binari sono stati portati a 6 (ma ne sono previsti 8), mentre il raccordo portuale, per anni rimasto a binario unico, è ora dotato di due binari.

## Movimento
La fermata è servita dai treni regionali, regionali veloci delle relazioni Ventimiglia-Savona-Sestri Levante-La Spezia Centrale-Pisa e Ventimiglia-Milano svolta da Trenitalia nell'ambito del contratto di servizio stipulato con la Regione Liguria.
Dal binario 1 tronco (programmato) hanno partenza/arrivo i treni del Servizio Ferroviario Urbano con direzione Genova Nervi e Genova Brignole. La relazione costiera attraversa complessivamente 13 stazioni, tutte poste all'interno del territorio comunale di Genova ed accessibili a tariffa urbana; la tratta è servita approssimativamente da un treno ogni 15 minuti, pur senza un perfetto cadenzamento degli orari. Un treno su due prosegue verso destinazioni extraurbane (verso ovest Savona, verso est Sestri Levante), con tariffazione regionale.

## Servizi
La stazione, che RFI la classifica di categoria silver, dispone di:
- Biglietteria Self-Service di Trenitalia[10]
- Spazi per l'attesa
- Servizi igienici
- Bar, caffetteria, ristorazione
- Tabacchi, distributori automatici di snack e bevande
- Telefono pubblico di Telecom italia[11]

## Interscambi
- Fermata autobus AMT
- Parcheggio

Dal piazzale antistante la stazione transitano diversi servizi di TPL gestite da AMT